# Tolloche
Tolloche är en ort i Argentina.   Den ligger i provinsen Salta, i den norra delen av landet, 1 100 km norr om huvudstaden Buenos Aires. Tolloche ligger 285 meter över havet och antalet invånare är 181.
Terrängen runt Tolloche är mycket platt. Runt Tolloche är det mycket glesbefolkat, med 2 invånare per kvadratkilometer..
I omgivningarna runt Tolloche växer i huvudsak lövfällande lövskog.